# 左目探偵EYE
『左目探偵EYE』（ひだりめたんてい・あい）は、2009年10月3日に日本テレビ系列で放送されたスペシャルドラマ、および2010年1月23日から3月13日まで同局系列の「土曜ドラマ」枠で放送されたテレビドラマ。主演は山田涼介（Hey! Say! JUMP）。

## 概要

### 単発スペシャル版
2009年10月3日21：00-22:54に放映。視聴率9.1%。

### 連続ドラマ版
2010年1月23日から3月13日まで土曜ドラマ枠で放映。単発版から3か月後のストーリーとなっており、主演のHey! Say! JUMPの山田涼介は本作品が連続ドラマ単独初主演となる。全8話。
重要キャストは単発版から変わらないが、寺脇康文は同時期に連続ドラマ（テレビ朝日系『853〜刑事・加茂伸之介』）に主演するため再出演はしない。その代わりとして福地役の佐野史郎が出演している。
データ放送では毎話ごとにスタンプラリーが実施されており、全8話分のスタンプを貯めると抽選で番組オリジナルグッズがプレゼントされる。
全体的に暴力的な描写が多い。そのうち、第4話におけるライブのシーンについては、放送倫理・番組向上機構（BPO）から回答を求められる事態となっている。

## あらすじ
生まれつき左目がほとんど見えない主人公の中学生・田中 愛之助は、唯一の家族である兄・夢人から角膜移植を受ける。左目が見えるようになって喜んだのもつかの間、夢人が何者かに殺される。そして、見えるようになった左目に衝撃を受けるたびに、今まで見たことのない映像が見えるようになる。
左目に写る映像が、兄の謎の死になんらかの関係があると推理した愛之助は、通っている中学校の養護教諭・狭山 瞳と捜査を始めるのだが、そんな愛之助の行く手を阻むように、2人の前に正体不明の犯罪組織が立ちはだかる。左目の能力を駆使して、事件を解決した愛之助だが、事件を計画した犯人が兄の夢人であることが判明する。
この物語は、性悪説を信じる犯罪プランナーの兄と、それを阻止するために行動する弟との兄弟対決を描く、推理サスペンス作品である。

## キャスト
※が付いている人物は単発・連続ドラマ版共通

### 主要人物
田中 愛之助（たなか あいのすけ）
演 - 山田涼介（Hey! Say! JUMP）※
本作品の主人公。中学3年生。A型。
生まれつき左目の視力がほとんどなく、夢人から角膜移植を受け視力が回復するが、それ以降、頭に強い衝撃を受けるたびに謎の映像が写るようになる。ただし、左目が「うずく」状態でないときは、衝撃を受けても何も起こらない。
物静かで控えめな性格だが、人の命に関わることになると己を犠牲にしてでも他人を救うことに協力する正義心を持つ。絵の才能があり、見た映像を忠実に再現できる。
田中 夢人（たなか ゆめと）
演 - 横山裕※
愛之助の兄。AB型。「東京ナノ・イノベーション」勤務の研究者。
愛之助に自分の角膜を提供した後に爆発事故により焼死体で発見されるが、実際に死亡したのは身代わりで、本人は犯罪プランナーとして活動していた。
連続ドラマ版では警官「向坂」と名乗り、愛之助が過去に犯罪者を埋めた記憶を思い出させるため、愛之助の前に再び現れ、愛之助を監視しつつ挑発する。第4話からはそれまでの事件解決への貢献から刑事に昇進、加藤の相棒となる。黒晶と撃ち合いになり重傷。事件解決後、愛之助が病院へ連れて行こうとするが途中で息絶えてしまう。
狭山 瞳（さやま ひとみ）
演 - 石原さとみ※
愛之助の中学の保健教諭。
買い物依存症で借金があり、常に金欠。左目で札束の映像を見たと言う愛之助の捜査に付き合いながら、謝礼など大金を得ようと行動するがうまくいかない。天真爛漫で情に厚い。愛之助の左目に犯罪解決のヒントが映ることを知り、愛之助の「先生、きた（左目がうずき始めた）」という合図を元に、愛之助を殴り映像を見せる。左目のことを唯一知る存在。「ダメ」「禁止」と言われると逆にそれに触れたくなる性分。

### 警察関係者
大内 健三（おおうち けんぞう）
演 - 寺脇康文
城西警察署刑事課刑事。
弱腰で、自己催眠により自分を鼓舞して強さを発揮する癖がある。口癖は「俺は強い!俺はできる!」。
連続ドラマ版では異動したことになっている。
加藤 隆（かとう たかし）
演 - 岡田義徳※
城西警察署刑事課刑事。愛之助と狭山先生に最も信頼されている人物。
愛之助の左目の能力を知らず、今までの事件解決は愛之助の鋭い勘だと思っている。的確に仕事をこなすが情に厚い。
福地 裕也（ふくち ひろや）
演 - 佐野史郎
加藤の上司で、凄腕のエリート警視。
単発版にて愛之助が夢人から奪った犯罪組織のPCの解析を黒晶に依頼する。
度々事件に関わる愛之助に興味を持つが、6話で愛之助から夢人の秘密を聞いた後、吉田の仕掛けた爆弾により殉職。宮元警視が後任を務める。

### 犯罪組織
小向 典子（こむかい のりこ）
演 - 片平なぎさ※
夢人が最も信頼する犯罪組織の幹部。
夢人の才能を見抜き、悪の道に引きずり込んだ張本人だが、夢人に向けて撃った銃の爆発により死亡。
吉田 一郎（よしだ いちろう）
演 - 渡辺いっけい
愛之助の住むアパートの大家だが、正体は指名手配中の過激派テロリストで、夢人や典子の仲間の1人。最後は愛之助にヒントを教えようとするが、典子に殺されてしまう。
黒晶 晶（こくしょう あきら）
演 - クリスタル・ケイ
かつては世界に名を馳せていた犯罪プランナー。
アメリカで逮捕されていたが、福地によって日本に移送され特別独房で厳重に収監されている。福地からのオファーで、天才ハッカーとしての腕を駆使して夢人のPCの暗号解読を請け負う。実は典子のかつての相棒。
第7話で脱獄し、典子や瞳に接触するが、夢人に撃たれ死亡。
宮元 正己（みやもと まさみ）
演 - 小木茂光
殉職した福地の後任として捜査本部の指揮を執る警視。
正体は犯罪組織のメンバーで夢人の部下。

### その他
秋風 みるく（あきかぜ みるく）
演 - はるな愛
愛之助の住むアパートの住人。
第7話では彫刻刀で刺されて入院するが、ラストでは退院。
谷田部 洋二（やたべ ようじ）
演 - 古田新太
瞳が借金をしている「YY金融」の借金取り。妻と一人息子がいる。
第5話では典子に利用される。

## ゲスト

### 単発スペシャル
- 浜田剛 - 堀内健（ネプチューン）

犯罪組織のメインメンバー。
- 殺し屋 - 田中要次
- 杉森信宏 - 中原丈雄

国立ウイルス研究センター所長。
- リポーター - 阿部祐二
- アナウンサー - 鷹西美佳
- 女性警察官（犯罪組織の潜入スパイ） - 宮下ともみ
- 銀行での案内係 - 安井順平
- 銀行強盗チーム - 佐々木崇雄、遊木康剛、西明彦、姜洪軍、Velo武田
- 犯罪プランナー - 村田充
- 本庁刑事 - 山崎直樹、大口兼悟
- 愛之助とぶつかったチンピラ少年 - 青柳塁斗
- 愛之助に絡む学校の同級生 - 西原信裕
- 夢人が住んでいた独身寮の管理人 - 田口主将
- 愛之助の左目を手術した医者 - 北山雅康

### 連続ドラマ
第1話
- 海藤正樹 - 中山優馬（NYC）
- 佐野舞 - 八木優希
- 佐野美樹 - 占部房子
- 被害者の父 - 地獄谷三番地

第2話
- 海藤正樹 - 中山優馬（NYC）
- 海藤早苗 - 渡辺典子
- 神谷太一 - 若松武史
- ホテルフロントマン - 半田周平
- 韓国人女性 - みやび
- ぶつかる男 - 宇井源秀
- バス運転手 - 田中清貴

第3話
- 荒井健吾 - 魔裟斗
- 平康三 - 深水三章
- 鷲尾弘明 - 升毅
- 増田伸一郎 - 津村鷹志
- 相川和子 - 大島蓉子
- 西田智絵 - 朝倉えりか
- 佐々木愛美 - 中村映里子
- 増田優一 - 白井圭太
- 牧大介 - 外川貴博
- シェフ - 雑賀克郎

第4話
- 島田貴弘 - 森本慎太郎（ジャニーズJr.）
- タク - デーモン閣下
- ブルーヘブンのメンバー - LIGHT BRINGER
- 吉成遥香 - 逢沢りな

第5話
- 女性マジシャン - インリン・オブ・ジョイトイ
- 大物マジシャン - Mr.マリック
- 谷田部祥子 - 池津祥子
- 警察官 - 骨川道夫

第7話
- 池内和哉 - 甲本雅裕
- 北沢かおり - 岡野真也
- 警察官 - 八敷勝

最終話
- 亀山総理大臣 - 山田明郷
- リポーター - 阿部祐二
- SAT隊員 - 池内直樹、小林徹、神保京平、斉藤太一、高橋弾、田島茂樹

## スタッフ
- 脚本：秦建日子
- 演出：大塚恭司、佐久間紀佳、岩本仁志
- 音楽：林ゆうき
- 主題歌：Hey! Say! JUMP（ジェイ・ストーム）
  - スペシャル版：「Memories」
  - 連続ドラマ：「瞳のスクリーン」
- チーフプロデューサー：櫨山裕子
- プロデューサー：伊藤響、大塚泰之、坂下哲也
- 劇中イラスト：サンプラスデザイン
- 特殊メイク：メイクアップディメンションズ
- アクションコーディネーター：釼持誠
- ガンエフェクト：パイロテック
- 選曲：近藤隆史
- 技術協力：NiTRO
- 美術協力：日テレアート
- SP版撮影協力：共立女子大学、たまがわみらいパーク、越谷総合食品地方卸売市場、埼玉県立大学、府中市、東京海洋大学　ほか
- 画像協力：信州大学工学部遠藤研究室
- 書籍協力：河出書房新社、飛鳥新社、エンターブレイン　ほか
- VFX：日テレアート、マリンポスト、日本映像クリエイティブ
- 編集・MA：映広
- スタジオ：日活撮影所
- 制作協力：AX-ON
- 制作プロダクション：三城
- 制作著作：日本テレビ

## 放送日程
| 各話                                                      | 放送日           | サブタイトル                                     | 演出             | 視聴率           |
| スペシャルドラマ                                          | スペシャルドラマ | スペシャルドラマ                                 | スペシャルドラマ | スペシャルドラマ |
| --------------------------------------------------------- | ---------------- | ------------------------------------------------ | ---------------- | ---------------- |
| SP                                                        | 2009年10月3日    | －                                               | 大塚恭司         | 9.1%             |
| 連続ドラマ                                                |                  |                                                  |                  |                  |
| 第1話                                                     | 2010年1月23日    | 連続誘拐…少女の命を救え! ヒントは動物 衝撃の結末 | 大塚恭司         | 8.5%             |
| 第2話                                                     | 1月30日          | 意外な誘拐犯人! 制限時間30分                     | 大塚恭司         | 7.7%             |
| 第3話                                                     | 2月06日          | 死の結婚式…謎の凶器                              | 佐久間紀佳       | 8.2%             |
| 第4話                                                     | 2月13日          | 歌が凶器!? 熱狂する殺人ライブ                    | 岩本仁志         | 7.3%             |
| 第5話                                                     | 2月20日          | 謎のマジシャン! 消された死体                     | 大塚恭司         | 8.5%             |
| 第6話                                                     | 2月27日          | 人質5千人!! 連続爆破を止めろ                     | 佐久間紀佳       | 7.0%             |
| 第7話                                                     | 3月06日          | 最終章…過去から来たナゾの男                      | 佐久間紀佳       | 8.6%             |
| 最終話                                                    | 3月13日          | 衝撃の結末!! さよなら左目探偵                    | 大塚恭司         | 10.7%            |
| 平均視聴率 8.3%（視聴率は関東地区・ビデオリサーチ社調べ） |                  |                                                  |                  |                  |

- スペシャルドラマは21時 - 22時54分に放送。
- 連続ドラマの初回は21時 - 22時14分の20分拡大放送。

## 関連商品
- 左目探偵EYEオリジナル・サウンドトラックCD　2010年2月24日発売。（全27曲収録Disc1）
- 左目探偵EYEスペシャルドラマDVD　2010年3月17日発売。（本編＋メイキング・オフショット、PRスポット集など）
  - 初回限定には「夢人のパソコンに貼られていた豚と鳥のステッカー」付き
- 左目探偵EYE連続ドラマDVD　2010年5月26日発売。（本編Disc4枚全8話＋特典Disc1枚現場密着カメラが捉えたメイキング＆オフショット 他）